# Сын Монте-Кристо
«Сын Монте-Кристо» (англ. The Son of Monte Cristo) — американский чёрно-белый приключенческий художественный фильм, снятый в 1940 году режиссёром Роулэндом В. Ли
Продолжение фильма «Граф Монте-Кристо» 1934 года. Фильм носит то же название, что и неофициальное продолжение «Графа Монте-Кристо», а именно «Сын Монте-Кристо», написанное Жюлем Лерминой в 1881 году. В нем используются элементы нескольких романтических головорезов того времени, таких как «Узник Зенды» и «Знак Зорро» также отражает ситуацию в континентальной Европе 1939–1940 годов.
Премьера фильма состоялась 5 декабря 1940 года.

## Сюжет
В 1865 году пролетарский генерал Гурко Лейнен (Джордж Сандерс) становится закулисным диктатором Великого герцогства Лихтенбург, расположенного где то на Балканах. Гурко подавляет духовенство и свободную прессу и сажает в тюрьму премьер-министра барона фон Нейхоффа (Монтегю Лав). Законная правительница Великого Герцогства, Великая Княгиня Зона (Джоан Беннетт), надеется получить помощь от французского императора Наполеона III и сбегает, преследуемая отрядом гусар, верных Гурко. Во время охоты ее спасает приехавший в гости граф Монте-Кристо (Луис Хейворд). Граф сопровождает великую княгиню Зону в нейтральную страну, но гусары Гурко нарушают международный нейтралитет, чтобы вернуть великую княгиню и ее фрейлину обратно в Лихтенбург.
Граф влюбляется в Зону и решает помочь ей, посещая Великое Герцогство, где он присоединяется к подпольному движению сопротивления Лихтенбурга. Он дружит с верным лейтенантом Дорнером (Клейтон Мур) из дворцовой стражи, который знает множество секретных ходов, ведущих из Дворца Великого Герцога в настоящие катакомбы Великого Герцогства.
Обнаружив, что барон фон Нейхофф должен быть казнен, граф получает доступ во дворец благодаря тому, что Гурко ранее попросил у него крупную ссуду во французских франках, и играет роль трусливого щеголеватого международного банкира. Там он подслушивает встречу Гурко с французским послом (Жорж Ренаван), который поднимает вопрос о правах человека в Великом Герцогстве. Гурко возражает ему, заявляя, что он подписывает пакт о ненападении с Россией, защищающий Лихтенбург от любых французских угроз. Гурко планирует завоевать лояльность нации, женившись на великой княгине и сохранив договор с Россией в секрете. 
Граф становится борцом за свободу в маске по имени «Факел» в честь подпольной газеты, чтобы спасти Великое Герцогство. Затем он намеревается исправить ошибки и завоевать сердце женщины, которую любит.

## В ролях

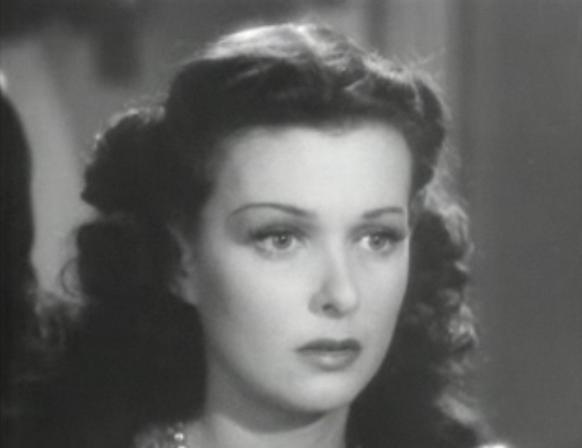
Джоан Беннетт в роли великой княгини Зоны

- Луис Хейуорд — Эдмон Дантес-младший
- Джоан Беннетт — великая княгиня Зона
- Джордж Сандерс — генерал Гурко Лейнен
- Флоренс Бейтс — графиня Матильда
- Лайонел Ройс — полковник Циммерман
- Монтегю Лав — премьер-министр барон фон Ньюхофф
- Ян Вулф — Конрад Штадт
- Клейтон Мур — лейтенант Фриц Дорнер
- Ральф Берд — Уильям Глак
- Жорж Ренаван — посол Франции
- Майкл Визарофф — князь Павлов
- Рэнд Брукс — Ханс Мирбах
- Теодор фон Эльц — капитан
- Джеймс Сиэй — лейтенант Стоун
- Генри Брэндон — сержант Шульц
- Джек Малхолл — Шмидт
- Эдвард Кин — надзиратель
- Стэнли Эндрюс — надзиратель
- Чарльз Троубридж — священник
- Виндхэм Стэндинг — Чемберлен
- Лайонел Белмор — Геркулес Снайдер
- Тед Биллингс — горожанин (в титрах не указан)
- Дуайт Фрай — секретарь Павлова (в титрах не указан)
- Лоренс Грант — барон (в титрах не указан)

В 1942 году фильм номинировался на премию Оскар за лучшее художественное оформление (художники-оформители Джон ДюКассе Шульц, Эдвард Бойл).